# Кольбушова-Гурна
Кольбушова-Гурна (пол. Kolbuszowa Górna) — село в Польщі, у гміні Кольбушова Кольбушовського повіту Підкарпатського воєводства.
Населення — 2800 осіб (2011).
У 1975-1998 роках село належало до .

## Демографія
Демографічна структура станом на 31 березня 2011 року:
|          | Загалом | Допрацездатний вік | Працездатний вік | Постпрацездатний вік |
| -------- | ------- | ------------------ | ---------------- | -------------------- |
| Чоловіки | 1351    | 287                | 913              | 151                  |
| Жінки    | 1449    | 295                | 836              | 318                  |
| Разом    | 2800    | 582                | 1749             | 469                  |